# Tarajosgőték
A tarajosgőték (Triturus) a kétéltűek (Amphibia) osztályának farkos kétéltűek (Caudata) rendjébe, ezen belül a szalamandrafélék (Salamandridae) családjába tartozó nem.

## Rendszerezés
A nembe az alábbi 9 faj tartozik:
- Triturus anatolicus Wielstra & Arntzen 2016 - korábban azonosnak tartották a T. ivanbureschi-val[2]
- alpesi tarajosgőte (Triturus carnifex) (Laurenti, 1768) - korábban azonosnak tartották a T. cristatus-szal[3][4][5]
- közönséges tarajosgőte (Triturus cristatus) (Laurenti, 1768) - típusfaj
- dunai gőte (Triturus dobrogicus) (Kiritzescu, 1903) - korábban azonosnak tartották a T. cristatus-szal
- Triturus karelinii (Strauch, 1870) - korábban azonosnak tartották a T. cristatus-szal
- balkáni tarajosgőte (Triturus ivanbureschi) Arntzen & Wielstra, 2013 - korábban azonosnak tartották a T. karelinii-val[6]
- macedóniai tarajosgőte (Triturus macedonicus) (Karaman, 1922)
- márványos gőte (Triturus marmoratus) (Latreille, 1800)
- törpe márványosgőte (Triturus pygmaeus) Wolterstorff, 1905

## Képek

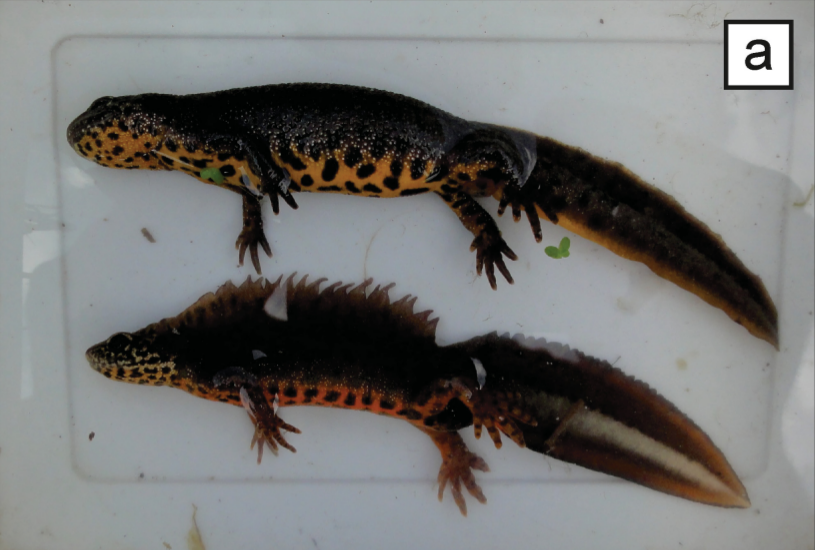
Triturus anatolicus
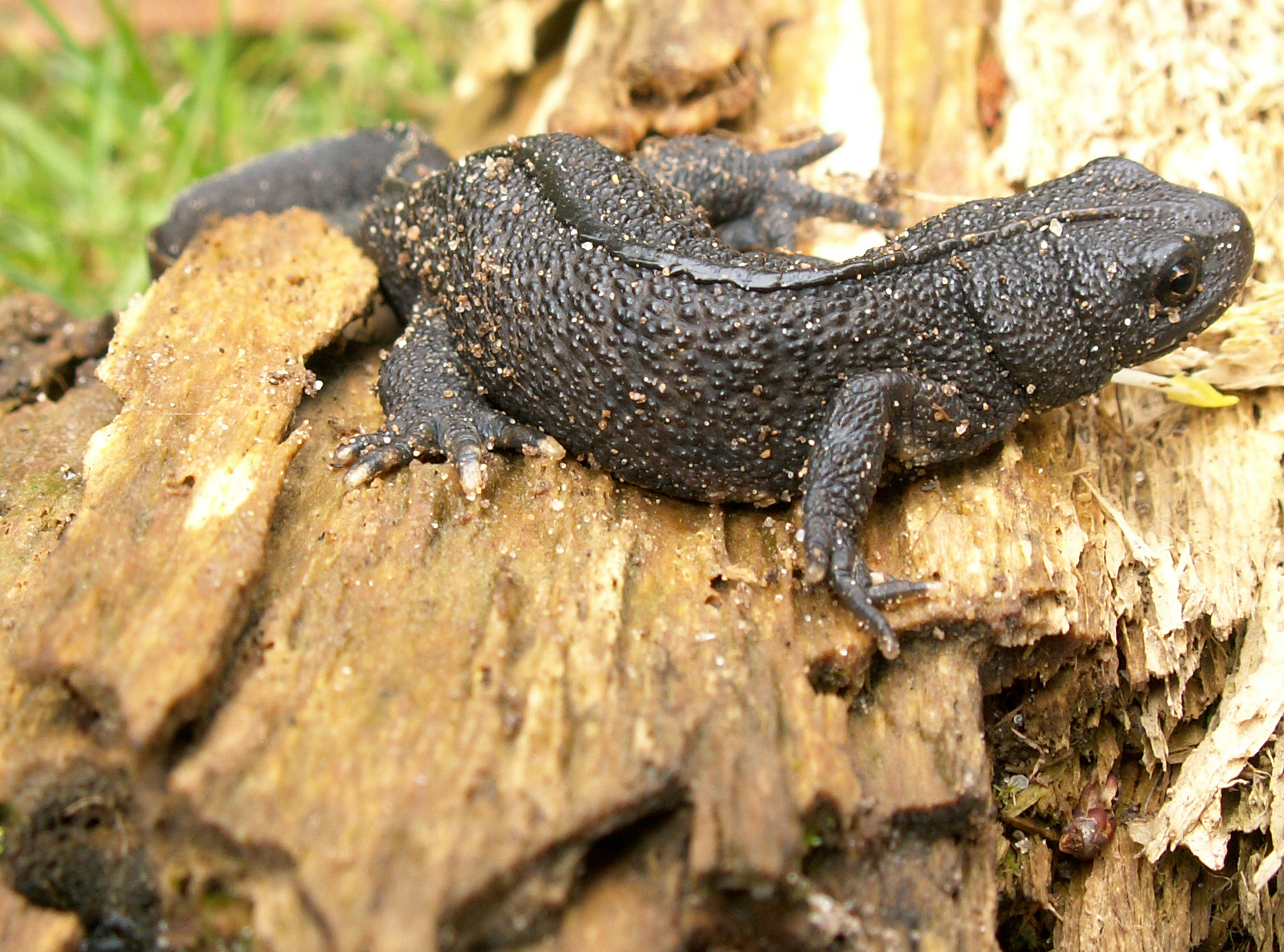
Triturus carnifex
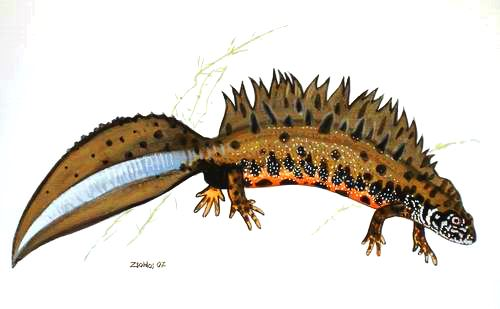
Triturus dobrogicus
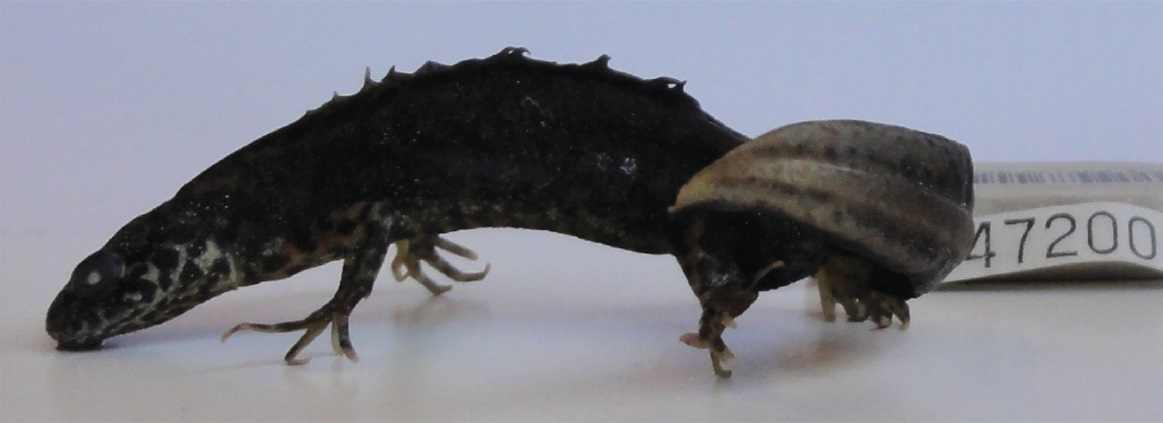
Triturus ivanbureschi
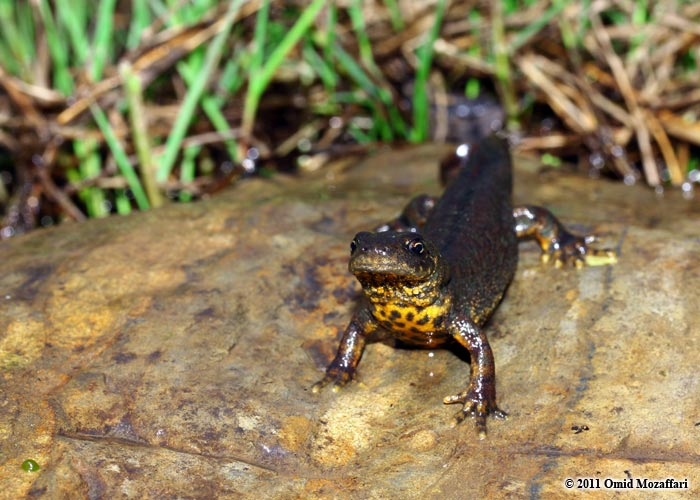
Triturus karelinii
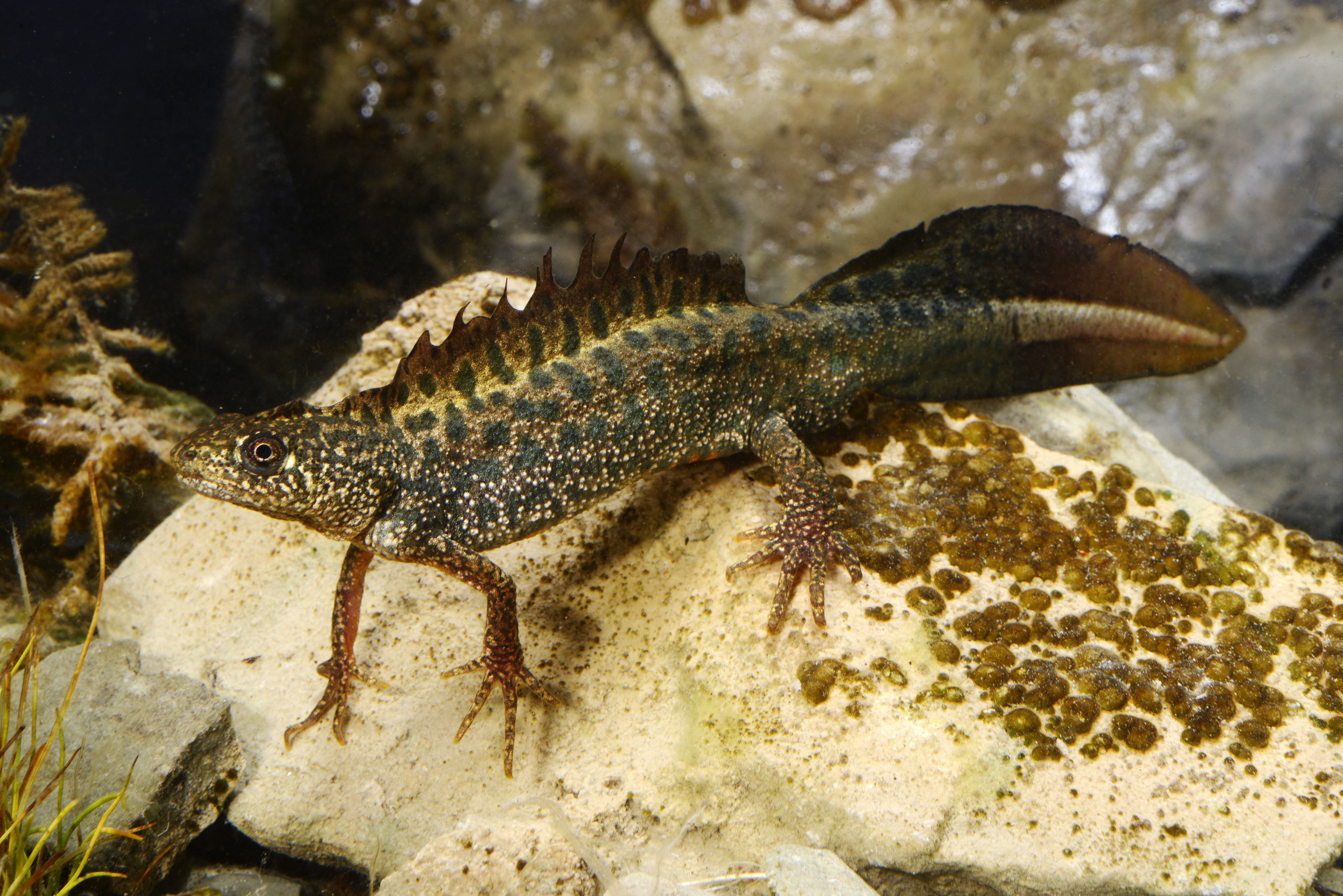
Triturus macedonicus
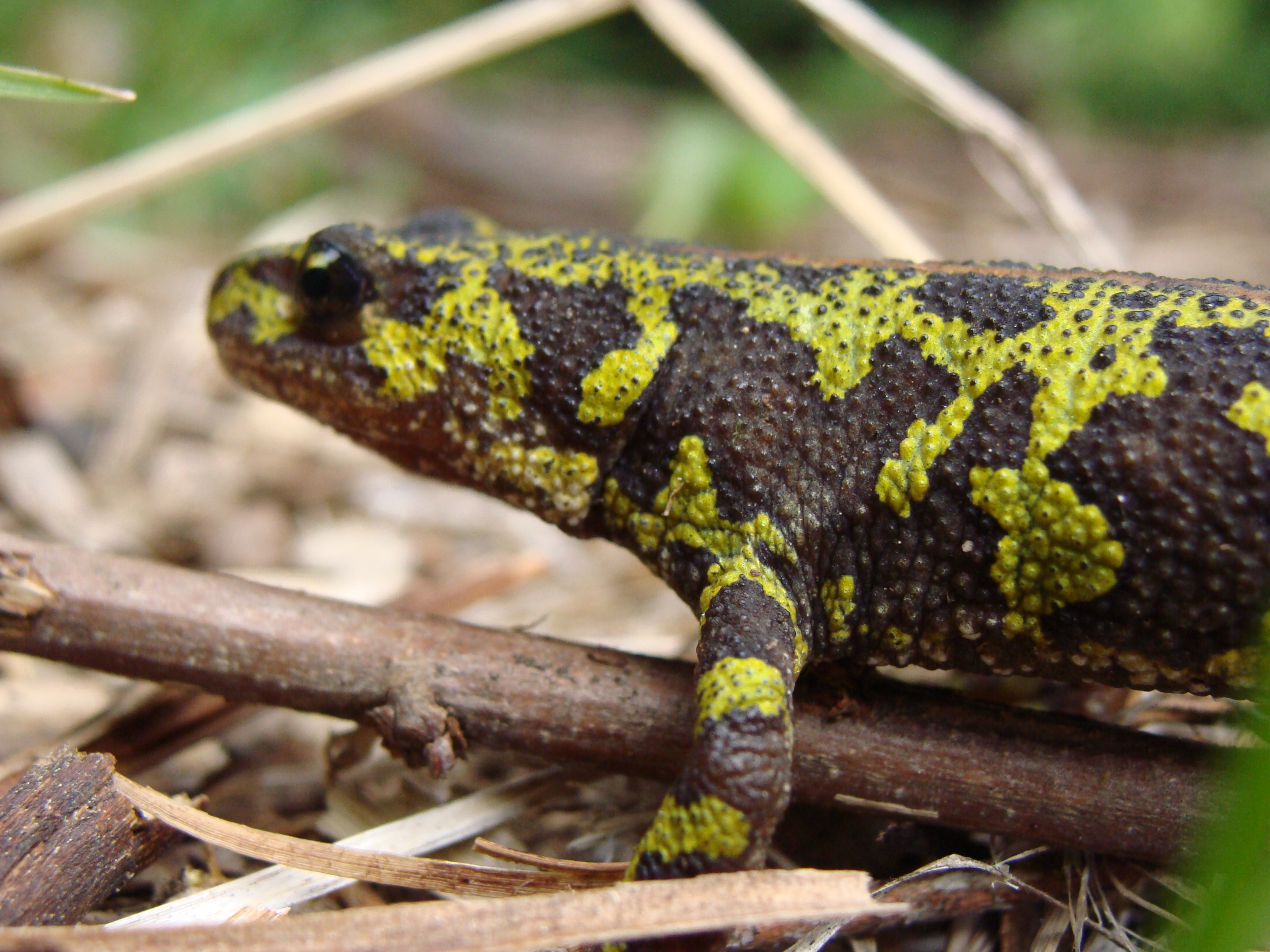
Triturus marmoratus
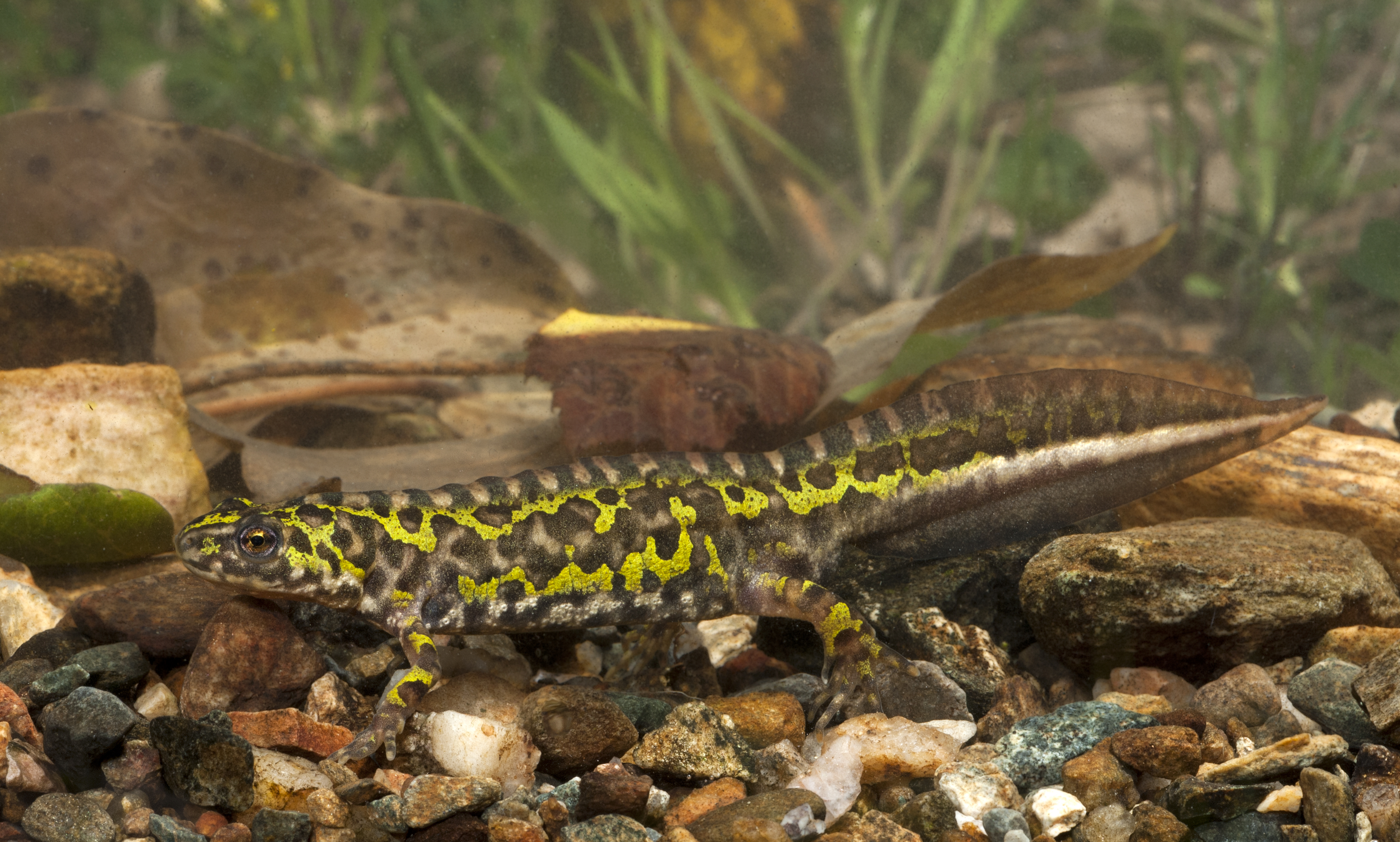
Triturus pygmaeus

### Fordítás
- Ez a szócikk részben vagy egészben  a   Triturus című angol Wikipédia-szócikk ezen változatának fordításán alapul.  Az eredeti cikk szerkesztőit annak laptörténete sorolja fel. Ez a jelzés csupán a megfogalmazás eredetét és a szerzői jogokat jelzi, nem szolgál a cikkben szereplő információk forrásmegjelöléseként.